# Derecho continental

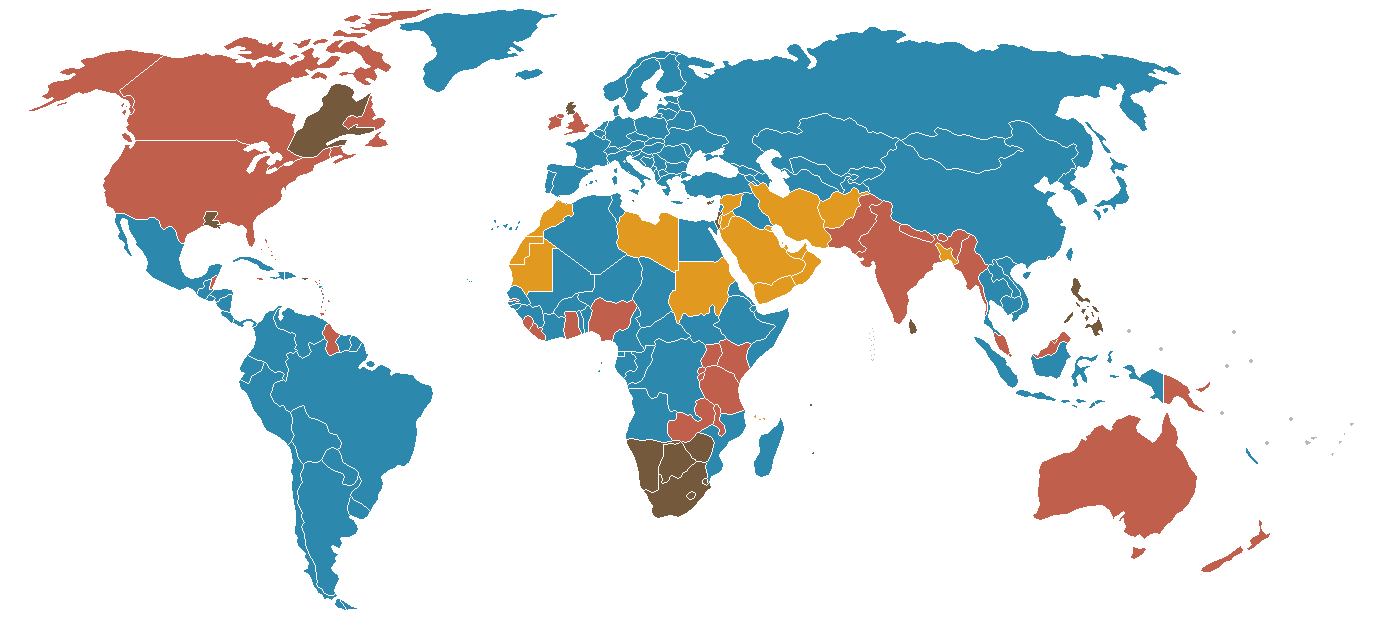
Mapa simplificado de los diferentes sistemas jurídicos en el mundo. En celeste; los países con sistemas de derecho continental.
Derecho continental.
Derecho anglosajón (common law).
Miscelánea de derechos continental y anglosajón.
Derecho islámico (fiqh).

El derecho continental europeo, o simplemente derecho continental (en ocasiones denominado sistema romano francés o sistema romano germano francés) es el sistema jurídico derivado de aquel aplicado en la Europa continental, cuyas raíces se encuentran en el derecho romano, germano y canónico y en el pensamiento de la Ilustración, y que es utilizado en gran parte de los territorios europeos y en aquellos colonizados por estos a lo largo de su historia. Se suele caracterizar porque su principal fuente es la ley, antes que la jurisprudencia, y porque sus normas están contenidas en cuerpos legales unitarios, ordenados y sistematizados (códigos). El otro gran sistema jurídico europeo es el derecho anglosajón.
El nombre de derecho «continental» proviene de la separación geográfica entre las islas británicas, de donde proviene el derecho «anglosajón», y el resto del continente europeo (central y occidental). Los Estados anglosajones llaman civil law al derecho continental.
El sistema de derecho continental se contrapone a menudo con el sistema anglosajón, que se originó en la Inglaterra medieval. Mientras que el primero adopta la forma de códigos legales, el segundo procede de la jurisprudencia no codificada que surge como resultado de decisiones judiciales, reconociendo decisiones judiciales anteriores como precedente jurídicamente vinculante.
Históricamente, un derecho civil es el conjunto de ideas y sistemas jurídicos derivados en última instancia del Corpus iuris civilis, pero fuertemente imbricado por el Napoleónico, el Germánico, el canónico, el feudal y las prácticas locales, así como corrientes doctrinales como el derecho natural, la codificación y el positivismo jurídico. El Código Napoleónico es el sistema de derecho más extendido en el mundo, vigente en diversas formas en unos 120 países.
Conceptualmente, el derecho civil procede de abstracciones, formula principios generales y distingue las normas sustantivas de las normas procesales. Considera la jurisprudencia secundaria y subordinada al derecho estatutario. El derecho civil se empareja a menudo con el sistema inquisitorial, pero los términos no son sinónimos. Existen diferencias clave entre un estatuto y un código. Las características más pronunciadas de los sistemas civiles son sus códigos legales, con textos concisos y de amplia aplicación que suelen evitar los supuestos de hecho específicos. Los artículos cortos de un código de derecho civil tratan generalidades y contrastan con los estatutos ordinarios, que suelen ser muy largos y muy detallados.

## Principios básicos
El sistema de derecho continental se basa  sobre todo, en la normativa emanada por los poderes legislativo y ejecutivo. De estos órganos emanan normas dotadas de una legitimidad democrática que son interpretadas y aplicadas por el poder judicial.
La norma jurídica, que es genérica, surge de la ley y es aplicada caso por caso por los tribunales. 
La jurisprudencia se limita al ámbito de interpretación de la normativa vigente. Las sentencias solo obligan a los tribunales inferiores a aplicar la norma según esa interpretación. De todos modos, el precedente jurisprudencial ha ido adquiriendo especial importancia en el derecho continental, en especial ante la necesidad de otorgar predictibilidad a los procesos judiciales. De hecho, en ciertos ámbitos, como los procesos constitucionales o contenciosos-administrativos, el precedente puede resultar obligatorio.

## Historia
El derecho continental se inspira principalmente en el derecho clásico romano (c. 1-250 d. C.), y en particular el Corpus iuris civilis de Justiniano (siglo VI), y se amplió y desarrolló a finales del Medioevo bajo la influencia del derecho canónico. Las doctrinas del Código de Justiniano proporcionaron un modelo sofisticado para contrato, reglas de procedimiento, derecho de familia, testamentos y un fuerte sistema monárquico constitucional. El derecho romano fue recibido de forma diferente en los distintos países. En algunos entró en vigor al por mayor mediante un acto legislativo, es decir, se convirtió en derecho positivo, mientras que en otros fue difundido en la sociedad por juristas y académicos cada vez más influyentes.
El derecho romano continuó sin interrupción en el Imperio bizantino hasta su caída final en el siglo XV. Sin embargo, dadas las múltiples incursiones y ocupaciones de las potencias europeas occidentales a finales del periodo medieval, sus leyes se implantaron ampliamente en Occidente. Tuvo una primera acogida en el Sacro Imperio Romano en parte porque se consideraba Derecho imperial, y se extendió en Europa principalmente porque sus estudiantes eran los únicos abogados formados. Se convirtió en la base del derecho escocés, aunque rivalizó en parte con el derecho normando recibido de forma feudal. En Inglaterra, se enseñó académicamente en las universidades de Oxford y Cambridge, pero sólo subyacía el derecho testamentario y matrimonial en la medida en que ambos eran heredados del derecho canónico, y el derecho marítimo, adaptado de la lex mercatoria a través del comercio de Burdeos.
En consecuencia, ninguna de las dos oleadas de influencia romana dominó completamente en Europa. El derecho romano era una fuente secundaria que se aplicaba sólo cuando se constataba la ausencia de costumbres y leyes locales sobre un determinado tema. Sin embargo, después de un tiempo, incluso el derecho local llegó a ser interpretado y evaluado principalmente sobre la base del derecho romano, ya que era una especie de tradición jurídica europea común, y por lo tanto influyó a su vez en la fuente principal del derecho. Con el tiempo, el trabajo de los glosadores civiles y de los comentaristas condujo al desarrollo de un cuerpo común de derecho y de escritos sobre el derecho, un lenguaje jurídico común y un método común de enseñanza y erudición, todo ello denominado el jus commune, o derecho común a Europa, que consolidó el derecho canónico y el derecho romano y, en cierta medida, el derecho feudal.

## Comparación con otros sistemas jurídicos importantes
La siguiente tabla contiene las disparidades esenciales (y en algunos casos las similitudes) entre los cuatro principales sistemas jurídicos del mundo.
|                                      | Derecho anglosajón | Derecho continental | Derecho socialista                                                                                           | Ley islámica |
| ------------------------------------ | --- | --- | --- | --- |
| Otros nombres                        | Anglo-Americano, Inglés, judge-made, legislation from the bench | Continental, romano, romano-germánico, romano-francés, continental europeo | Soviético | Derecho religioso, Sharia |
| Fuente del derecho                   | Jurisprudencia, legislación | Legislación | Legislación                                                                                                  | Corán |
| Abogados                             | Los jueces actúan como árbitros imparciales; los abogados son responsables de presentar el caso. | Los jueces dominan los juicios | Los jueces dominan los juicios                                                                               | Papel secundario |
| Calificaciones de los jueces         | Abogados de carrera (nombrados o elegidos) | Jueces de carrera | Burócratas de carrera, miembros de partidos                                                                  | Formación religiosa y jurídica |
| Grado de independencia judicial      | Alta; separada del poder ejecutivo y del legislativo. | Alto; separado de los poderes ejecutivo y legislativo. | Muy limitado                                                                                                 | El grado de independencia judicial va de muy limitado a alto |
| Jurados                              | Se proporcionan a nivel de juicio en algunas jurisdicciones | Pueden juzgar junto con los jueces en asuntos penales graves. | A menudo se utiliza en el nivel más bajo.                                                                    | Permitido en la escuela Maliki, no permitido en otras escuelas |
| Papel en la elaboración de políticas | Los tribunales comparten el poder de equilibrio | Los tribunales tienen un poder igual pero separado | Los tribunales están subordinados al poder legislativo                                                       | Los tribunales y otros poderes del Estado están teóricamente subordinados a la ley islámica. En la práctica, los tribunales históricamente hacían la sharía, mientras que hoy en día, los tribunales religiosos están generalmente subordinados al ejecutivo. |
| Ejemplos                             | Australia, Reino Unido (excepto Escocia), Israel, India, Chipre, Nigeria, República de Irlanda, Singapur, Hong Kong, Estados Unidos. (excepto Luisiana), Canadá (excepto Quebec), Nueva Zelanda, Pakistán, Malasia, Bangladés | Europa continental (excepto Andorra), América Latina (excepto Guyana, Belice y Cuba), Asia oriental (excepto Hong Kong, China, Corea del Norte, Vietnam y Laos), África del Norte, África francófona y lusófona, Azerbaiyán, Kuwait, Irak, Turquía, Egipto, Líbano, Quebec, Luisiana. | Unión Soviética, República Popular China (excepto Hong Kong y Macao), Corea del Norte, Vietnam, Laos y Cuba. | Arabia Saudí, Afganistán, Irán, Emiratos Árabes Unidos, Omán, Sudán, Malasia, Pakistán y Yemen. |

El derecho continental se contrapone principalmente al derecho anglosajón, que es el sistema jurídico desarrollado primero en Inglaterra, y posteriormente entre los pueblos de habla inglesa del mundo. A pesar de sus diferencias, los dos sistemas son bastante similares desde el punto de vista histórico. Ambos evolucionaron de forma muy parecida, aunque a ritmos diferentes. El derecho romano subyacente al derecho continental se desarrolló principalmente a partir del derecho consuetudinario que se perfeccionó con la jurisprudencia y la legislación. El derecho canónico perfeccionó el procedimiento judicial. Del mismo modo, el derecho inglés se desarrolló a partir del derecho consuetudinario anglosajón, el Danelaw y el derecho normando, perfeccionado por la jurisprudencia y la legislación. Las diferencias son
- El derecho romano había cristalizado muchos de sus principios y mecanismos en el Código de Justiniano, que se basaba en la jurisprudencia, los comentarios de los eruditos y los estatutos senatoriales.
- La jurisprudencia continental tiene autoridad persuasiva, no vinculante como en el derecho anglosajón.

[Sin embargo, la codificación no es en absoluto una característica definitoria de un sistema de derecho civil. Por ejemplo, los estatutos que rigen los sistemas de derecho civil de Suecia y otros países nórdicos y los países romano-holandeses no se agrupan en códigos más amplios y extensos como los del derecho francés y alemán.

## Subgrupos
El término derecho civil procede de la doctrina jurídica inglesa y se utiliza en los países de habla inglesa para agrupar todos los sistemas jurídicos de la tradición del jus commune. Sin embargo, los comparadores jurídicos y los economistas que promueven la teoría de los orígenes jurídicos  prefieren subdividir las jurisdicciones de derecho civil o continental en cuatro grupos distintos:
- Napoleónicas: Francia, Italia, Países Bajos, España, Chile, Bélgica, Luxemburgo, Portugal, Brasil, República Dominicana, México, otros países de la CPLP, Macao, las antiguas colonias portuguesas en la India (Goa, Daman y Diu y Dadra y Nagar Haveli), Malta, Rumanía y la mayor parte del mundo árabe (e. Por ejemplo, Argelia, Túnez, Egipto, Líbano, etc.) cuando no se utiliza la ley islámica.  Entre las antiguas colonias se encuentran Quebec (Canadá) y Luisiana (Estados Unidos).
  - El Código chileno es una obra original del jurista y legislador Andrés Bello. Tradicionalmente, el Código Napoleónico ha sido considerado como la principal fuente de inspiración del Código chileno. Sin embargo, esto es cierto sólo en lo que respecta al derecho de las obligaciones y al derecho de las cosas (salvo el principio de abstracción), mientras que no es cierto en absoluto en materia de familia y sucesiones. Este código fue adoptado integralmente por Ecuador, El Salvador, Nicaragua, Honduras, Colombia, Panamá y Venezuela (aunque sólo por un año). Según otros expertos iberoamericanos de su época, como Augusto Teixeira de Freitas (autor del Esboço de um Código Civil para o Brasil) o Dalmacio Vélez Sársfield (principal autor del Código Civil argentino), es el logro jurídico más importante de América Latina.
  - Camerún, antigua colonia de Francia y del Reino Unido, es bi-jurídico/mixto
- Germanista: Alemania, Austria, Suiza, Letonia, Estonia, República Checa, Rusia, Lituania, Croacia, Hungría, Serbia, Eslovenia, Eslovaquia, Bosnia y Herzegovina, Grecia, Ucrania, Turquía, Japón, Corea del Sur, Taiwán y Tailandia
  - Sudáfrica y Sri Lanka, de derecho romano-holandés (prenapoleónico) y antiguas colonias de los Países Bajos y más tarde del Reino Unido, estuvieron muy influenciadas por los colonos ingleses y, por tanto, es bi-jurídica/mixta.
- Nórdicos: Dinamarca, Finlandia, Islandia, Noruega y Suecia
- China (excepto Hong Kong y Macao) es una mezcla de derecho civil y derecho socialista. En la actualidad, el derecho chino absorbe algunos rasgos del sistema de derecho anglosajón, especialmente los relacionados con las transacciones comerciales e internacionales. Hong Kong, aunque forma parte de China, utiliza el derecho anglosajón, garantizado por la Ley Básica de Hong Kong. Macao sigue teniendo un sistema jurídico portugués de derecho civil.

Sin embargo, a menudo y con más razón se dice que algunos de estos sistemas jurídicos son de naturaleza híbrida:
Influencia napoleónica a germanista: El código civil italiano de 1942 sustituyó al original de 1865, introduciendo elementos alemanes como resultado de su alianza en la Segunda Guerra Mundial con las potencias del Eje. Este enfoque ha sido imitado por otros países, como Portugal (1966), Países Bajos (1992), Brasil (2002) y Argentina (2014). La mayoría de ellos cuentan con innovaciones introducidas por la legislación italiana, como la unificación de los códigos civil y de comercio.